# Campeonato de Primera Fuerza 1927/28
In 1927/28 werd het zesde seizoen gespeeld van het Campeonato de Primera Fuerza, de hoogste amateurklasse van Mexico. América werd kampioen.

## Eindstand
| Plaats | Club        | Wed. | W  | G | V | Saldo | Ptn. |
| ------ | ----------- | ---- | -- | - | - | ----- | ---- |
| 1.     | América     | 14   | 11 | 2 | 1 | 40:18 | 24   |
| 2.     | Asturias    | 14   | 5  | 8 | 1 | 39:28 | 18   |
| 3.     | Club España | 14   | 7  | 2 | 5 | 30:12 | 16   |
| 4.     | CF México   | 14   | 6  | 4 | 4 | 21:22 | 16   |
| 5.     | Aurrerá     | 14   | 5  | 1 | 8 | 18:34 | 11   |
| 6.     | Atlante     | 14   | 3  | 3 | 8 | 17:26 | 9    |
| 7.     | Necaxa      | 14   | 2  | 5 | 7 | 19:30 | 9    |
| 8.     | Germania FV | 14   | 3  | 3 | 8 | 25:39 | 9    |

|  | Kampioen |

### Kampioen
| Campeonato de Primera Fuerza 1927/28 |
| Mexico                               |
| ------------------------------------ |
| AMÉRICA Kampioen (4° titel)          |

## Topschutters
| Speler          | Speler       | Goals | Club         |
| --------------- | ------------ | ----- | ------------ |
| Vlag van Mexico | Ernesto Sota | 16    | Club América |